# Cinquième circonscription de l'Aisne (1958-1986)
La cinquième circonscription de l'Aisne est une ancienne circonscription législative de l'Aisne sous la Cinquième République de 1958 à 1986.

## Description géographique et démographique
Par ordonnance du 13 octobre 1958 relative à l'élection des députés à l'Assemblée nationale, la cinquième circonscription est créée. Elle regroupe l'ensemble des arrondissements de Château-Thierry et de Soissons sans les cantons de Braine et de Vailly-sur-Aisne.
La cinquième circonscription de l'Aisne était composée de :
- canton de Charly
- canton de Château-Thierry
- canton de Condé-en-Brie
- canton de Fère-en-Tardenois
- canton de Neuilly-Saint-Front
- canton d'Oulchy-le-Château
- canton de Soissons
- canton de Vic-sur-Aisne
- canton de Villers-Cotterêts

Le décret du 23 juillet 1973 scinde le canton de Soissons en deux parties avec la création des cantons de Soissons-Nord et de Soissons-Sud, mais elle ne modifie pas les limites de la circonscription.
La loi organique du 10 juillet 1985 entraîne la suppression de la circonscription lors des élections législatives de 1986 qui se sont déroulées selon un mode de scrutin proportionnel à un seul tour par listes départementales.
Les lois organiques du 11 juillet 1986 et du 24 novembre 1986 recréent la cinquième circonscription selon un nouveau découpage,,.

## Description politique
| Législature | Début de mandat | Fin de mandat  | Député          | Parti politique | Observations |
| ----------- | --------------- | -------------- | --------------- | --------------- | --- |
| Ire         | 9 décembre 1958 | 9 octobre 1962 | André Rossi     | CR              | Mandat écourté à la suite d'une dissolution parlementaire décidée par Charles de Gaulle.                                                                                          |
| IIe         | 6 décembre 1962 | 2 avril 1967   | André Rossi     | CR              | |
| IIIe        | 3 avril 1967    | 30 mai 1968    | André Rossi     | CR              | Conseiller général du canton de Charly-sur-Marne Mandat écourté à la suite d'une dissolution parlementaire décidée par Charles de Gaulle.                                         |
| IVe         | 11 juillet 1968 | 1er avril 1973 | André Rossi     | CR              | Conseiller général du canton de Charly-sur-Marne |
| Ve          | 2 avril 1973    | 28 juin 1974   | André Rossi     | MR-CR           | Maire de Château-Thierry et conseiller général du canton de Charly-sur-Marne Remplacé par sa suppléante Aliette Crépin le 28 mai 1974 à la suite de sa nomination au gouvernement |
| Ve          | 29 juin 1974    | 2 avril 1978   | Aliette Crépin  | MR-CR           | Maire de Château-Thierry et conseiller général du canton de Charly-sur-Marne Remplacé par sa suppléante Aliette Crépin le 28 mai 1974 à la suite de sa nomination au gouvernement |
| VIe         | 3 avril 1978    | 22 mai 1981    | André Rossi     | UDF-RAD         | Maire de Château-Thierry et conseiller général du canton de Charly-sur-Marne Mandat écourté à la suite d'une dissolution parlementaire décidée par François Mitterrand.           |
| VIIe        | 2 juillet 1981  | 1er avril 1986 | Bernard Lefranc | PS              | |

## Historique des résultats

### Élections de 1958
| Candidat           | Candidat            | Parti          | Premier tour | Premier tour | Second tour | Second tour |  |
| Candidat           | Candidat            | Parti          | Voix         | %            | Voix        | %           |  |
| ------------------ | ------------------- | -------------- | ------------ | ------------ | ----------- | ----------- |  |
|                    | Charles Baur        | SFIO           | 14 977       | 29,56        | 19 138      | 37,54       |  |
|                    | Raymond Lefranc     | PCF            | 10 985       | 21,68        | 11 686      | 22,92       |  |
|                    | André Rossi élu     | CR             | 8 737        | 17,24        | 30 527      | 39,54       |  |
|                    | André de Novion     | UNR            | 6 094        | 12,03        | Retrait     | Retrait     |  |
|                    | François de Massary | Divers droite  | 4 438        | 8,76         | Retrait     | Retrait     |  |
|                    | Max Daujat          | Radsoc         | 3 229        | 6,37         | Retrait     | Retrait     |  |
|                    | Raymond Giovanetti  | UGS            | 1 250        | 2,47         |             |             |  |
|                    | Louis Vincent       | Divers         | 959          | 1,89         |             |             |  |
|                    |                     |                |              |              |             |             |  |
| Inscrits           | Inscrits            | Inscrits       | 64 677       | 100,00       | 64 618      | 100,00      |  |
| Abstentions        | Abstentions         | Abstentions    | 13 078       | 20,22        | 12 907      | 19,97       |  |
| Votants            | Votants             | Votants        | 51 599       | 79,78        | 51 711      | 80,03       |  |
| Blancs et nuls     | Blancs et nuls      | Blancs et nuls | 930          | 1,8          | 730         | 1,41        |  |
| Exprimés           | Exprimés            | Exprimés       | 50 669       | 98,2         | 50 981      | 98,59       |  |
| Source : Data.gouv |                     |                |              |              |             |             |  |

Jacques Pelletier, cultivateur, conseiller général du canton de Braine, maire de Villers-en-Prayères, était le suppléant d'André Rossi.

### Élections de 1962
| Candidat           | Candidat                  | Parti          | Premier tour | Premier tour | Second tour | Second tour |  |
| Candidat           | Candidat                  | Parti          | Voix         | %            | Voix        | %           |  |
| ------------------ | ------------------------- | -------------- | ------------ | ------------ | ----------- | ----------- |  |
|                    | André Rossi sortant réélu | CR             | 19 078       | 39,80        | 30 527      | 63,93       |  |
|                    | Robert Pénit              | PCF            | 10 038       | 20,94        | 17 225      | 36,07       |  |
|                    | Charles Baur              | SFIO           | 9 670        | 20,17        | Retrait     | Retrait     |  |
|                    | André de Novion           | UNR-UDT        | 9 151        | 19,09        | Retrait     | Retrait     |  |
|                    |                           |                |              |              |             |             |  |
| Inscrits           | Inscrits                  | Inscrits       | 65 389       | 100,00       | 65 388      | 100,00      |  |
| Abstentions        | Abstentions               | Abstentions    | 16 627       | 25,43        | 15 827      | 24,2        |  |
| Votants            | Votants                   | Votants        | 48 762       | 74,57        | 49 561      | 75,8        |  |
| Blancs et nuls     | Blancs et nuls            | Blancs et nuls | 825          | 1,69         | 1 809       | 3,65        |  |
| Exprimés           | Exprimés                  | Exprimés       | 47 937       | 98,31        | 47 752      | 96,35       |  |
| Source : Data.gouv |                           |                |              |              |             |             |  |

Jacques Pelletier était le suppléant d'André Rossi. Jacques Pelletier est élu Sénateur en 1966.

### Élections de 1967
| Candidat           | Candidat                  | Parti          | Premier tour | Premier tour | Second tour | Second tour |  |
| Candidat           | Candidat                  | Parti          | Voix         | %            | Voix        | %           |  |
| ------------------ | ------------------------- | -------------- | ------------ | ------------ | ----------- | ----------- |  |
|                    | André Rossi sortant réélu | CR (PDM)       | 23 807       | 42,60        | 26 885      | 48,48       |  |
|                    | Pierre Lemret             | PCF            | 14 351       | 25,68        | 17 563      | 31,67       |  |
|                    | Pierre-Robert Tranié      | UD-Ve          | 13 095       | 23,43        | 11 005      | 19,85       |  |
|                    | Michel Hérody             | PSU            | 4 627        | 8,28         |             |             |  |
|                    |                           |                |              |              |             |             |  |
| Inscrits           | Inscrits                  | Inscrits       | 67 454       | 100,00       | 67 452      | 100,00      |  |
| Abstentions        | Abstentions               | Abstentions    | 10 846       | 16,08        | 11 464      | 17          |  |
| Votants            | Votants                   | Votants        | 56 608       | 83,92        | 55 988      | 83          |  |
| Blancs et nuls     | Blancs et nuls            | Blancs et nuls | 728          | 1,29         | 535         | 0,96        |  |
| Exprimés           | Exprimés                  | Exprimés       | 55 880       | 98,71        | 55 453      | 99,04       |  |
| Source : Data.gouv |                           |                |              |              |             |             |  |

Jean Guerland, maire de Soissons était le suppléant d'André Rossi.
Michel Hérody était soutenu par la FGDS.

### Élections de 1968
Les élections législatives françaises de 1968 ont eu lieu les dimanches 23 et 30 juin 1968.
| Candidat         | Candidat              | Parti                   | Premier tour | Premier tour | Second tour | Second tour |
| Candidat         | Candidat              | Parti                   | Voix         | %            | Voix        | %           |
| ---------------- | --------------------- | ----------------------- | ------------ | ------------ | ----------- | ----------- |
|                  | André Rossi*          | CR                      | 21 368       | 39,14        | 33 736      | 67,27       |
|                  | Jacques Moquet        | UD-Ve                   | 14 397       | 26,37        | Retrait     | Retrait     |
|                  | Pierre Lemret         | PCF                     | 13 634       | 24,97        | 16 413      | 32,73       |
|                  | Michel Hérody         | PSU                     | 2 822        | 5,17         |             |             |
|                  | Bertrand de la Rocque | RI                      | 1 951        | 3,57         |             |             |
|                  | Michel Poindron       | Technique et Démocratie | 423          | 0,77         |             |             |
|                  |                       |                         |              |              |             |             |
| Inscrits         | Inscrits              | Inscrits                | 67 227       | 100,00       | 67 214      | 100,00      |
| Abstentions      | Abstentions           | Abstentions             | 12 102       | 18,00        | 14 325      | 21,31       |
| Votants          | Votants               | Votants                 | 55 125       | 82,00        | 52 889      | 78,69       |
| Blancs et nuls   | Blancs et nuls        | Blancs et nuls          | 530          | 0,96         | 2 740       | 5,18        |
| Exprimés         | Exprimés              | Exprimés                | 54 595       | 99,04        | 50 149      | 94,82       |
| * député sortant |                       |                         |              |              |             |             |

François Duchatel, directeur d'école, conseiller général du canton de Soissons, conseiller municipal de Soissons,  était le suppléant d'André Rossi.

### Élections de 1973
| Candidat           | Candidat                   | Parti          | Premier tour | Premier tour | Second tour | Second tour |  |
| Candidat           | Candidat                   | Parti          | Voix         | %            | Voix        | %           |  |
| ------------------ | -------------------------- | -------------- | ------------ | ------------ | ----------- | ----------- |  |
|                    | André Rossi sortant réélu  | MR (CR)        | 24 650       | 40,79        | 34 193      | 56,64       |  |
|                    | Pierre Lemret              | PCF            | 17 827       | 29,50        | 26 181      | 43,36       |  |
|                    | Rémi Lédée                 | UDR (URP)      | 9 455        | 15,65        | Retrait     | Retrait     |  |
|                    | Antoine-François Donsimoni | PS (UGSD)      | 8 493        | 14,06        | Retrait     | Retrait     |  |
|                    |                            |                |              |              |             |             |  |
| Inscrits           | Inscrits                   | Inscrits       | 73 204       | 100,00       | 73 222      | 100,00      |  |
| Abstentions        | Abstentions                | Abstentions    | 11 784       | 16,1         | 11 466      | 15,66       |  |
| Votants            | Votants                    | Votants        | 61 420       | 83,9         | 61 756      | 84,34       |  |
| Blancs et nuls     | Blancs et nuls             | Blancs et nuls | 995          | 1,62         | 1 382       | 2,24        |  |
| Exprimés           | Exprimés                   | Exprimés       | 60 425       | 98,38        | 60 374      | 97,76       |  |
| Source : Data.gouv |                            |                |              |              |             |             |  |

Aliette Crépin, maire de Vic-sur-Aisne, était la suppléante d'André Rossi. Elle le remplaça quand il fut nommé membre du gouvernement, du 29 juin 1974 au 2 avril 1978.

### Élections de 1978
| Candidat           | Candidat                  | Parti          | Premier tour | Premier tour | Second tour | Second tour |  |
| Candidat           | Candidat                  | Parti          | Voix         | %            | Voix        | %           |  |
| ------------------ | ------------------------- | -------------- | ------------ | ------------ | ----------- | ----------- |  |
|                    | André Rossi sortant réélu | UDF (Rad)      | 31 206       | 41,76        | 39 060      | 51,52       |  |
|                    | Marc Laurent              | PCF            | 18 757       | 25,10        | 36 750      | 48,48       |  |
|                    | Bernard Lefranc           | PS             | 17 422       | 23,31        | Retrait     | Retrait     |  |
|                    | André Stachowiak          | RPR            | 4 914        | 6,58         |             |             |  |
|                    | Louis Pirois              | LO             | 2 426        | 3,25         |             |             |  |
|                    |                           |                |              |              |             |             |  |
| Inscrits           | Inscrits                  | Inscrits       | 87 088       | 100,00       | 87 007      | 100,00      |  |
| Abstentions        | Abstentions               | Abstentions    | 11 156       | 12,81        | 9 675       | 11,12       |  |
| Votants            | Votants                   | Votants        | 75 932       | 87,19        | 77 332      | 88,88       |  |
| Blancs et nuls     | Blancs et nuls            | Blancs et nuls | 1 207        | 1,59         | 1 522       | 1,97        |  |
| Exprimés           | Exprimés                  | Exprimés       | 74 725       | 98,41        | 75 810      | 98,03       |  |
| Source : Data.gouv |                           |                |              |              |             |             |  |

Aliette Crépin était la suppléante d'André Rossi.

### Élections de 1981
| Candidat              | Candidat            | Parti          | Premier tour | Premier tour | Second tour | Second tour |  |
| Candidat              | Candidat            | Parti          | Voix         | %            | Voix        | %           |  |
| --------------------- | ------------------- | -------------- | ------------ | ------------ | ----------- | ----------- |  |
|                       | André Rossi sortant | UDF (Rad)      | 29 959       | 44,39        | 33 658      | 46,20       |  |
|                       | Bernard Lefranc élu | PS             | 23 626       | 35,01        | 39 190      | 53,80       |  |
|                       | Pierre Lemret       | PCF            | 12 925       | 19,15        | Retrait     | Retrait     |  |
|                       | Gilbert Cottinet    | FN             | 975          | 1,44         |             |             |  |
|                       |                     |                |              |              |             |             |  |
| Inscrits              | Inscrits            | Inscrits       | 90 814       | 100,00       | 90 811      | 100,00      |  |
| Abstentions           | Abstentions         | Abstentions    | 22 788       | 25,09        | 17 313      | 19,06       |  |
| Votants               | Votants             | Votants        | 68 026       | 74,91        | 73 498      | 80,94       |  |
| Blancs et nuls        | Blancs et nuls      | Blancs et nuls | 541          | 0,8          | 650         | 0,88        |  |
| Exprimés              | Exprimés            | Exprimés       | 67 485       | 99,2         | 72 848      | 99,12       |  |
| Source : Data.gouv.fr |                     |                |              |              |             |             |  |

Le Docteur Georges Bouaziz, conseiller municipal de Villers-Cotterêts, était le suppléant de Bernard Lefranc.